# 金球藻科
金球藻科（学名：Chrysosphaeraceae），也称金口藻科，为单鞭金藻目的一个科。

## 下级分类
本科包括以下属：
- 金星藻属 Chrysastrella Chodat, 1922
- 金球藻属 Chrysosphaera Pascher, 1914
- Epicystis Pascher, 1930